# Parameta jugularis
Parameta jugularis là một loài nhện trong họ Tetragnathidae.
Loài này thuộc chi Parameta. Parameta jugularis được Eugène Simon miêu tả năm 1895.